# أرابز غوت تالنت (الموسم 6)
أرابز غوت تالنت برنامج ترفيهي من نوع تلفزيون الواقع يسلط الضوء على البحث عن المواهب الفردية والجماعية الموجودة لدى العرب. البرنامج هو النسخة العربية من البرنامج البريطاني «المواهب البريطانية» الذي عرض للمرة الأولى في الولايات المتحدة الأمريكية عام 2009 على قناة إن.بي.سي، ولاقى نجاحًا كبيرًا.
بدأ عرضه في 16 فبراير 2019 ، وكان من المتوقع الإبقاء على نفس لجنة تحكيم الموسم الخامس ، وهم نجوى كرم وعلي جابر وأحمد حلمي ويواصل مقدما البرنامج وهما ريا أبي راشد وقصي خضر تقديمهما هذا الموسم إلى جانب مقدم الكواليس وائل منصور الذي حل محل مواطنته في هذا الموسم. وتعرض حلقة إضافية مسماة «أرابز غوت تالنت إكسترا» والتي تعرض بعد حلقات النصف نهائيات المباشرة وهي ترصد كواليس حلقات نصف النهائي وتقوم بالحديث مع المشتركين والحكام والمدربين وغيرهم ويقدمها الإعلامي المصري وائل منصور.
الفائز بهذا الموسم كانت فريق مياس وفاز بمبلغ 200.000 ريال سعودي بالإضافة إلى سيارة من نوع ”شيفروليه“ Blazer 2019. بدأت الحلقة بعرض يحكي عن الأمل. 
أجريت هذا الموسم في عدة دول عربية، قام خلالها فريق إنتاج البرنامج ولجنة التحكيم باختيار أفضل المتقدمين لكي ينتقلوا إلى مرحلة الأستوديو في بيروت. الدول والمدن التي جرت فيها المقابلات هذا الموسم هي التالية 